# 안드레 필리
안드레 필리(Andre Fili)는 2009년 12월 12일 안토니 모틀레이와 경기를 시작으로 프로전에 데뷔했다.  Fili는 TKO승으로 이겼고, 그 다음 3개의 경기에서도 TKO승으로 모두 승리했다. 필리는 무릎부상으로 첫 패배를 당했다.